# シャー (護衛空母)
シャー (英語: HMS Shah, D21)は、イギリス海軍の保有した護衛空母。ボーグ級護衛空母の1隻で、アメリカ合衆国から貸与を受けた。アメリカ海軍での艦名はジャマイカ (USS Jamaica, CVE-43)。

## 艦歴
ジャマイカは海事委任契約の下ワシントン州タコマのシアトル・タコマ造船所で1942年11月13日起工する。1943年4月21日に進水、1943年9月27日に竣工し、イギリスに貸与されシャー (HMS Shah, D21)と改名された。この艦名はナーセロッディーン・シャーに敬意を表したもので、先代のフリゲートから受け継いだ。
シャーは対潜作戦に従事し1944年8月12日インド洋でドイツの潜水艦 U-198 を撃沈した。1945年にはビルマ戦線に参加。
1945年12月6日アメリカに返還された。1947年6月20日売却され商船 Salta となり、ブエノスアイレスで1966年解体。